# Johann Paul Pauer
Johann Paul Pauer (9. ledna 1813 Štýrský Hradec – 23. května 1889 Štýrský Hradec) byl rakouský politik německé národnosti ze Štýrska, v 2. polovině 19. století poslanec Říšské rady.

## Biografie
Pocházel se starého měšťanského rodu, který od 17. století sídlil ve Voitsbergu. Vystudoval práva. Po složení právnických a politických zkoušek převzal roku 1840 po zemřelém otci správu rodového fideikomisního statku Mettau a Ober- a Untergutenhang. Věnoval se pak zemědělství. 27. července 1840 se oženil. Jeho manželkou byla Hedwig von Bubna. Byl veřejně činný. Zasedal ve výboru štýrské spořitelny a byl náměstkem jejího předsedy, zasedal také ve výboru zemské pojišťovny a ve správní radě eskomptní banky. Už v roce 1848 se stal členem provizorního Štýrského zemského sněmu.
Po obnovení ústavního života byl roku 1861 zvolen na Štýrský zemský sněm za kurii velkostatkářskou. Stal se náhradníkem zemského výboru. Mandát v zemském sněmu obhájil v roce 1867. Zemský sněm ho 23. února 1867 zvolil i do Říšské rady za velkostatkářskou kurii ve Štýrsku. Znovu byl do Říšské rady delegován zemským sněmem v roce 1870 a 1871. Uspěl i v prvních přímých volbách do Říšské rady roku 1873, opět za velkostatkářskou kurii. Mandát zde obhájil i ve volbách roku 1879 a volbách roku 1885. Poslancem zůstal až do své smrti roku 1889.
Patřil do ústavověrného tábora. Po volbách v roce 1873 se uvádí coby jeden z 67 členů staroliberálního (staroněmeckého) Klubu levice, vedeného Eduardem Herbstem. Podle jiného zdroje z téže doby byl členem křídla Strany ústavověrného velkostatku. Na Říšské radě se v říjnu 1879 uvádí jako člen staroněmeckého Klubu liberálů (Club der Liberalen).